# Crazy Stupid Love
"Crazy Stupid Love" é uma canção da artista musical britânica Cheryl Cole, contida em seu quarto álbum de estúdio Only Human. Conta com a participação do rapper compatriota Tinie Tempah. Foi composta por ambos juntamente com Heidi Rojas, Katelyn Tarver e Wayne Wilkins, com a produção encarregada pelo último. O seu lançamento como primeiro single do futuro disco ocorrerá em 18 de julho de 2014, através da Polydor Records.

## Antecedentes
Após o lançamento de terceiro álbum de estúdio, A Million Lights, em junho de 2012 e embarcar em sua primeiro turnê solo, Cole confirmou que a reunião do Girls Aloud, grupo do qual integra, ocorreria em novembro daquele mesmo ano. Como dito, o conjunto distribuiu o seu segundo álbum de grandes êxitos, Ten, em 26 de novembro de 2012 e no ano seguinte iniciaram a digressão de apoio, Ten: The Hits Tour. Em março de 2013, após a conclusão da turnê, a banda emitiu um comunicado através de seu Twitter confirmando sua sepração permanentemente. Em 27 de maio de 2014, Cole declarou em uma entrevista a revista Hello que seu quarto disco de inéditas seria lançado em novembro de 2014, precedido pelo single "Crazy Stupid Love". Mais tarde, foi confirmado, que a faixa, que contém a participação do rapper Tinie Tempah, estrearia em 2 de junho nas rádios britânicas, e seu vídeo oficial seria lançado no dia 9 seguinte.

## Vídeo musical
O vídeo musical acompanhante para "Crazy Stupid Love" foi filmado em maio de 2014 em um clube underground de Londres sob a direção de Colin Tilley. Seu lançamento ocorreu em 9 de junho seguinte. Cole comentou sobre a produção: "Eu nunca fiz um vídeo assim antes, em termos de iluminação e coisas do tipo, é um pouco mais sujo. Afinal a canção é bem animada, e pop, ela tem essa pegada. Então eu queria adicionar elementos urbanos. O vídeo tem um pouco mais daquele clima urbano."